# Анна Расселл
Анна (Ворслі) Расселл (англ. Anna (Worsley) Russell; 1807 — 1876) — британська вчена-ботанік. Расселл називають «однією з найздібніших та видатних жінок-ботаніків свого часу».

## Біографія
Анна народилася у листопаді 1807 року в Брістолі, в родині цукрового промисловця Філіппа Джона Ворслі. Її батьки дотримувалися унітаріанських поглядів та заохочували інтерес дітей до природознавства. Спочатку Анна захоплювалася ентомологією, проте згодом стала вивчати ботаніку, в чому є велика заслуга її зведеного брата, Томаса Батлера, пізніше став настоятелем приходу в Ноттінгемі, а також був батьком письменника Семюеля Батлера.
У 1835 році, в першій частині New Botanist’s Guide Г'юітта Вотсона були опубликовані праці Ворслі про квіткові рослини Брістоля. У 1839 році Анна видає Catalogue of Plants, found in the Neighbourhood of Newbury, присвячену рослинам Беркширу. Незадовго після цього Анна стала членом Ботанічного товариства Лондона. У цей період вона також займається дослідженнями мохів та грибів.
У 1844 році Анна виходить заміж за Фредеріка Расселла, який також був ботаніком. Спочатку вони оселяються у Бріслінгтоні, але у 1856 році переїжджають до Кенілворса, Ворикшир, де Расселл вивчила близько двох сотень видів грибів. Згодом ці дослідження разом із декількома десятками малюнків Анни були опубліковані у Британському ботанічному журналі.
Анна Рассел померла у Кенілворсі 11 листопада 1876 року.